# Matti Finell

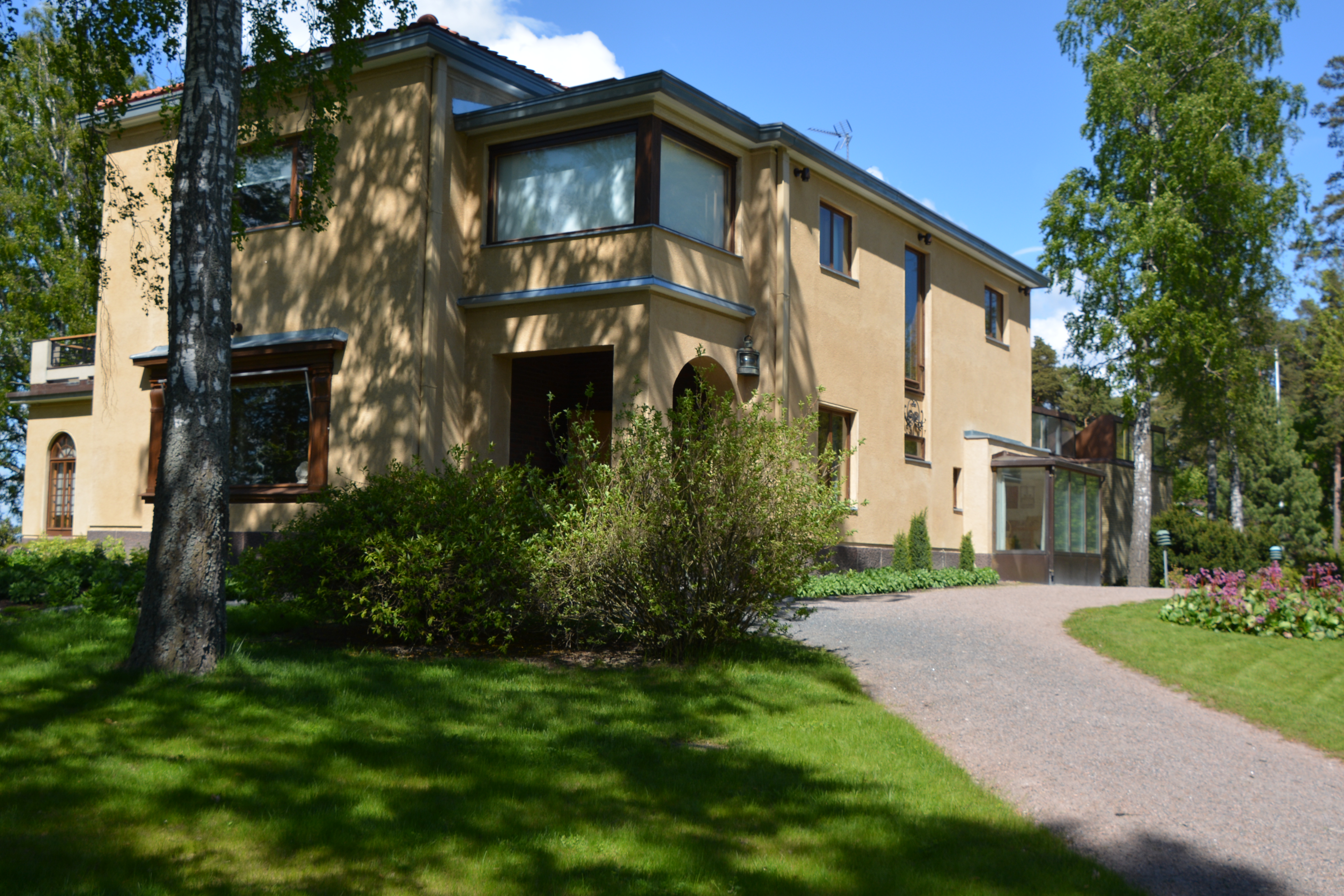
Villa Gyllenberg (1938).

Herman Mathias (Matti) Finell, född 22 juli 1889 i Vasa, död 20 januari 1978 i Helsingfors, var en finländsk arkitekt.
Finell utexaminerades från Tekniska högskolan i Helsingfors 1916. Han var anställd hos Överstyrelsen för allmänna byggnaderna 1913–1914, hos Gustaf Nyström 1916, hos Lars Sonck 1923–1929 och innehade en egen arkitektbyrå från 1930. Av hans verk kan nämnas Gamlakarleby sparbank, Karleby sparbank, i Helsingfors affärshuset Unionsgatan 24 och fabriksbyggnad för Ackumulatorindustri. Han planerade även ett flertal bostadshus i Tölö samt ett flertal privatvillor bland annat på Brändö i Helsingfors.